# Lípara

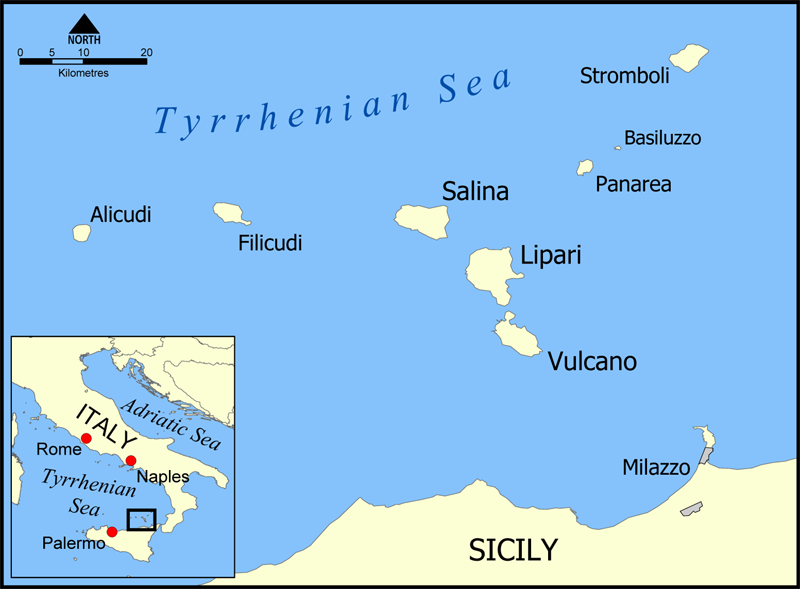
Localização da ilha de Lipari.

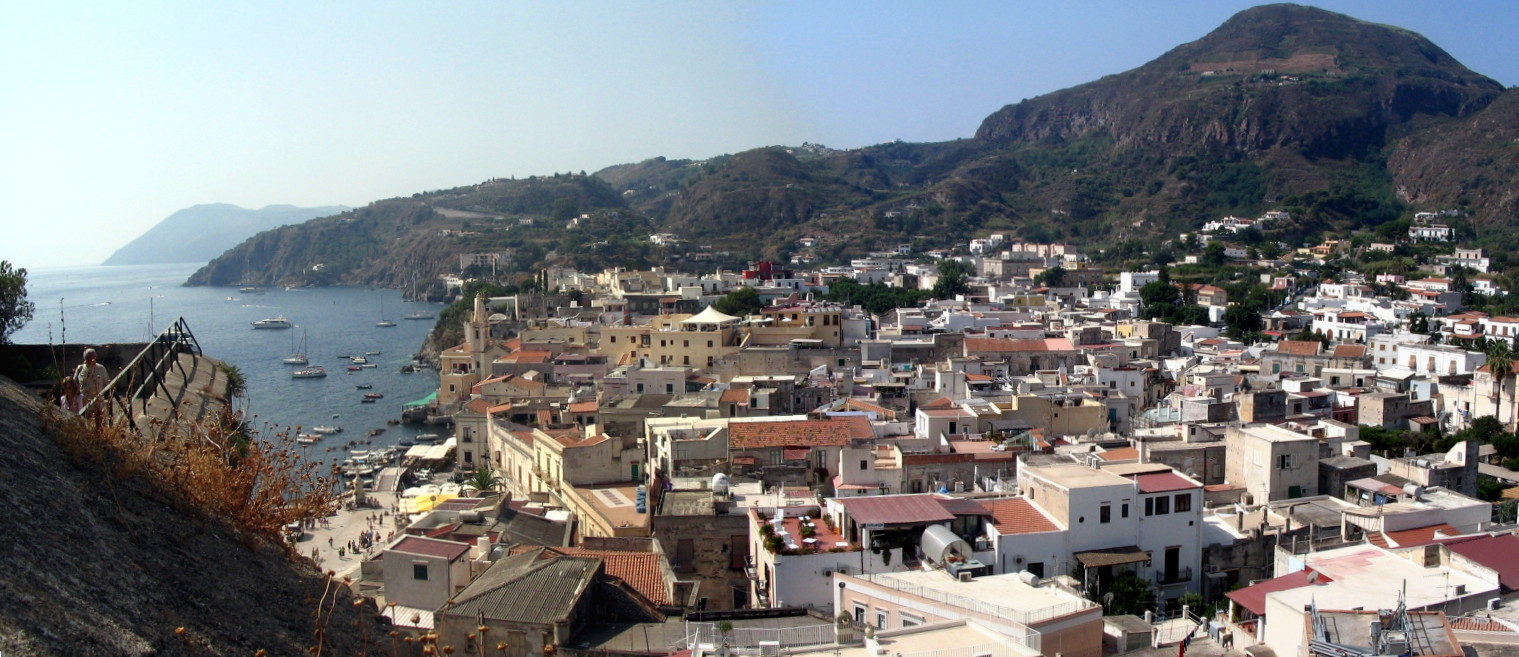
Lipari.

Lípara (em italiano e siciliano Lipari) é uma comuna italiana da região da Sicília, província de Messina, com cerca de 10.240 habitantes. Estende-se por uma área de 88 km², tendo uma densidade populacional de 116 hab/km². Não faz fronteira terrestre com nenhuma outra comuna, visto corresponder ao arquipélago das ilhas Eólias, por vezes denominadas ilhas Líparas.
O município administrativamente é composto pela própria ilha Lípara e pelas ilhas de Alicudi, Filicudi, Stromboli, Panarea, e Vulcano.

## A ilha
A ilha Lípara é a maior ilha do arquipélago das ilhas Eólias no mar Tirreno, ao norte da Sicília. Possui uma área de cerca de 37,6 km².

## Demografia
| Variação demográfica do município entre 1861 e 2011                               |
|                                                                                   |
| Fonte: Istituto Nazionale di Statistica (ISTAT) - Elaboração gráfica da Wikipedia |